# 龍虎豹 (雜誌)
《龍虎豹》（英文：Lung Fu Pao）是四大元祖地道香港成人雜誌之一，於1984年3月創刊，創刊人為已故的林國光，首期封面女郎為艷星陳莉莉。
《龍虎豹》初期為十日刊，逢8號、18號、28號出版，出版公司為龍虎豹出版社有限公司。及後出版人轉為Wilsun Ltd。
1990年代前以香港女明星性感照或東南亞華裔女性裸體照片為主，主要欄目有讀者來信「華夫人」、「大男人物語」、「龍虎豹勁歌金曲」（改歌詞）等。
該刊以祼露相片出位、文詞大膽著稱，迎合讀者口味和發掘題材之下，創刊初期曾創下銷量超過25萬冊紀錄，當時每月淨收入超過港幣一百萬元，成為香港本地出產成人雜誌中的經典，曾熱銷至澳門和海外；之後不少成人雜誌如《男子漢》（同為林國光創辦並於1997年停刊）、《藏春閣》、《火麒麟》等爭相出版。接近同期創刊的香港成人雜誌尚有《花花公子》（Playboy中文版）、《閣樓》（Penthouse中文版）等，龍虎豹所走的是相對大眾化的基層路線。
1989年六四事件後，刊物加插政治評論，其後轉變為揭秘式文章，形式類似現時周刊的頭條報道來吸引讀者，更有以此雜誌為資料的1980年代香港人性愛觀研究。
1996年開始，不少以召妓為招倈的香港嫖妓雜誌如《豪情夜生活》、《夜遊人》、《一夜情》、《夜遊王》、《歡樂 Guide》、《星期五》（前名：新Friday）、《砵蘭明燈》、《馬交情報科》、《馬報》等相繼冒起，並搶佔不少市場之下，不少成人雜誌因銷量問題而出現財政危機，紛紛作出改革或停刊，而《龍虎豹》的銷量已不及當年。
《龍虎豹》創刊號價格為港幣5元。現時雜誌售價為32港元。

## 軼事
有網民將譚詠麟的《夏日寒風》改編，以唱頌《龍虎豹》。
香港島中環蘇豪區有日式餐廳用龍虎豹雜誌名做舖名（lúng fu pào/Lung Fu Pao），内貼裸女相，於2021年開業。

## 外部連結
- 李偉儀《搶救本土鹹書》、《鹹書文本的考古發掘》、《鹹鹹濕濕香港地》、《雅與俗的執著》，成報連載文章，2005年11月25～28日